# Teodor Mazilu
Teodor Mazilu (sau Theodor Mazilu, n. 11 august 1930, București, d. 18 octombrie 1980) a fost un dramaturg român, autor de piese de teatru și scheciuri pentru televiziune. S-a născut ca al patrulea copil într-o familie de muncitori.

## Opera
Teodor Mazilu scrie începând din 1949, mai întâi în periodice pentru ca mai apoi să publice colecții de nuvele și romane. Ceea ce îl caracterizează pe Mazilu este însă teatrul său, adesea asemănat cu cel al lui Caragiale. În ciuda cenzurii severe din acea perioadă el reușește să-și câștige publicul luând în zeflemea absurdul caracteristic regimului despotic. 
Piesa Proștii sub clar de lună, pusă în scenă de Lucian Pintilie în 1963 la Teatrul Bulandra este scoasă de pe afiș pentru o vreme de autorități.
În anul 1972 publica Ipocrizia disperării, eseu în care își prezintă filozofia personală.

### Culegeri de nuvele
- O plimbare cu barca (1964)
- Vara pe verandă (1966)
- Pălăria de pe noptieră (1972)
- Înmormîntare pe teren accidentat (1973)
- Iubiri contemporane (1975)
- Elegie la pomana porcului (1976)
- Doamna Voltaire (1979)
- Pelerinaj la ruinele unei vechi pasiuni (1980)
- Soarele si ambianta (1983)

### Romane
- Bariera (1959)
- Aceste zile și aceste nopți (1962)
- O singură noapte eternă
- prima parte din Într-o casă străină (1975) -- al doilea volum este încă inedit.

### Piese de teatru
- Proștii sub clar de lună (1963)
- Acești nebuni fățarnici (1971)
- Mobilă și durere (1980)
- Don Juan moare ca toți ceilalți
- Somnoroasa aventură
- O sărbătoare princiară
- Frumos este în septembrie la Veneția
- Amorul unui subaltern

### Volum de poezii
- Cîntece de alchimist (1972)

### Eseu filozofic
- Ipocrizia disperării (1972)

### Mici schițe morale
- Pîinea la loc fix